# Хоули, Уильям
Уильям Хоули (англ. William Howley, 12 февраля 1766, Роупли, Хэмпшир — 11 февраля 1848, Лондон) — 90-й архиепископ Кентерберийский (1828—1848).

## Биография
Единственный сын викария Уильяма Хоули и дочери винчестерского виноторговца Мэри Гонтлетт. Учился в Винчестерском колледже, в 1783 году поступил в Новый колледж Оксфордского университета, получил степень бакалавра искусств в 1787 году, магистра — в 1791, после чего стал преподавателем Нового колледжа.
В 1792 году стал настоятелем домашней часовни герцога Аберкорн, в 1794 году был избран преподавателем Винчестерского колледжа, в 1796 году назначен викарием общины Бишопс Саттон, на место своего отца. В 1802 году стал викарием в Эндовере, а в 1811 — в городе Брэдфорд Певерелл, на территории соседнего с Хэмпширом графства Дорсет. В 1804 году Хоули стал каноником оксфордского колледжа Крайст-Чёрч, а в 1809 году получил там престижную должность «королевского профессора богословия».

### Епископ Лондонский
В 1813 году премьер-министр лорд Ливерпуль предложил Хоули Лондонскую епископскую кафедру, рукоположение состоялось в Ламбетском дворце — резиденции архиепископа Кентерберийского.
Хоули принадлежал к числу приверженцев Высокой церкви, его ассоциировали с группой «Фаланга Хокни», неформальным общественным центром которой служил лондонский клуб «Nobody’s Friends». В 1814 году Хоули опубликовал работу, направленную против унитарианского течения христианской мысли, отвергавшего учение о Троице.
В должности Лондонского епископа большое внимание уделял расширению участия церкви в общественной жизни, активно поддерживал основанное в 1811 году Национальное общество поддержки образования бедных на принципах Англиканской церкви, существующее ныне под названием Национальное общество поддержки религиозного образования, и намного более старое миссионерское Общество продвижения христианского знания. В 1820 году Хоули поддержал правительственный билль о наказаниях и взысканиях, предназначенный помочь королю Георгу IV расторгнуть неудачный брак с королевой Каролиной.

### Архиепископ Кентерберийский
Хоули получил Кентерберийскую архиепископскую кафедру в 1828 году, хотя премьер-министр Веллингтон испытывал в его отношении некоторые сомнения, поскольку знал об отрицательном отношении епископа к идее католической эмансипации, то есть к отказу от дискриминации католиков в различных областях общественной жизни. Хоули резко выступал против отмены акта о присяге и Корпоративного акта в 1828 году, он также противодействовал принятию парламентом Акта о реформе 1832 года, который значительно увеличивал количество избирателей, допущенных к выборам депутатов Палаты общин. Первая попытка провести этот акт через Палату лордов была провалена в 1831 году, причём около половины поданных против него голосов принадлежали епископам.
В 1830-х — 1840-х годах Хоули активно поддерживал развитие института духовных комиссаров, к сфере ответственности которых относилось распределение церковных доходов, поскольку осознавал необходимость реформирования этой стороны церковной жизни.
В период архиепископата Хоули зародилось Оксфордское движение, которому он в целом сочувствовал, но разошёлся во взглядах с его экстремистским крылом, в частности, категорически не принял собрание писем и дневников Харрела Фрода, изданное посмертно его единомышленниками в 1838 году, в котором увидел выражение антиреформаторских взглядов.
Поддерживал расширение сети богословских колледжей и учреждение кафедр богословия и церковной истории в Оксфорде, успешно противодействовал попыткам лорда Джона Рассела ввести светское образование, проведя в июле 1839 года шесть соответствующих парламентских резолюций.
Творческое наследие не слишком велико, известны в основном проповеди и работы, адресованные к духовенству, с призывом осторожно относиться к новшествам в литургии, в 1844 году Хоули опубликовал работу «An Inquiry into the Authority of the Coronation Oath» («Исследование авторитета коронационной присяги»).
Умер 11 февраля 1848 года в Ламбетском дворце, похоронен в Эддингтоне (графство Сюррей, ныне — район Лондона).

### Семья
29 августа 1805 года женился на Мэри Фрэнсис (умерла в 1860 году), старшей дочери Джона Белли из Саутгемптона, служащего Ост-Индской компании. У супругов родились двое сыновей (оба умерли в детстве) и трое дочерей.